# Lední hokej na Zimních olympijských hrách 2010 – kvalifikace muži
Kvalifikace na olympijský turnaj ledního hokeje 2010 rozhodla o zbylých třech účastnících turnaje. Stali se jimi týmy Německa, Lotyšska a Norska.

## Kvalifikační systém
Přímo na olympijské hry se kvalifikovalo 9 nejlepších celků podle žebříčku IIHF z roku 2008. Týmy od 10. do 30. místa v tomto žebříčku sehrály olympijskou kvalifikaci (kromě Číny, která se účasti vzdala). Zatímco celky na 10. až 18. místě byly nasazeny přímo do hlavní fáze kvalifikace, celky na 19. až 30. místě hrály předkvalifikaci, ze které postoupily nejlepší 3 celky do hlavní kvalifikace. Z hlavní kvalifikace vedla cesta pro 3 nejlepší celky na hlavní olympijský turnaj. Byla odehrána také kvalifikace o jedno volné místo v předkvalifikaci, které se zúčastnily čtyři celky, které projevily o účast zájem.
Kvalifikace do předkvalifikace se hrála v říjnu 2008, předkvalifikace v listopadu 2008 a hlavní kvalifikace v únoru 2009.

## Kvalifikované týmy na olympijský turnaj
- Kanada
- Rusko
- Švédsko
- Finsko
- Česko
- USA
- Švýcarsko
- Slovensko
- Bělorusko
- Kvalifikant 1 –  Německo
- Kvalifikant 2 –  Lotyšsko
- Kvalifikant 3 –  Norsko

## Kvalifikace do předkvalifikace (skupina A)
Kvalifikace o jedno zbylé místo v předkvalifikaci se konala od 9. do 11. října 2008 v turecké Ankaře.
| Tým       | Z | V | VP | PP | P | GV | GI | +/− | B |
| --------- | - | - | -- | -- | - | -- | -- | --- | - |
| Španělsko | 3 | 2 | 0  | 0  | 1 | 24 | 8  | +16 | 6 |
| Bulharsko | 3 | 2 | 0  | 0  | 1 | 16 | 8  | +8  | 6 |
| Mexiko    | 3 | 2 | 0  | 0  | 1 | 16 | 12 | +4  | 6 |
| Turecko   | 3 | 0 | 0  | 0  | 3 | 3  | 31 | −28 | 0 |

 Španělsko postoupilo do Skupiny B předkvalifikace.

### Zápasy
Všechny časy jsou místní.
| 9. října 2008 | Mexiko | 2 : 6 | Bulharsko | Genclik Spor il Mudurlugu Ice Arena, Ankara |
| 15:30         | Mexiko |       | Bulharsko |                                             |

| Souhrn zápasu | Souhrn zápasu | Souhrn zápasu | Souhrn zápasu | Souhrn zápasu |
| ------------- | ------------- | ------------- | ------------- | ------------- |
|               |               |               |               |               |

| 9. října 2008 | Španělsko | 14 : 1 | Turecko | Genclik Spor il Mudurlugu Ice Arena, Ankara |
| 19:00         | Španělsko |        | Turecko |                                             |

| Souhrn zápasu | Souhrn zápasu | Souhrn zápasu | Souhrn zápasu | Souhrn zápasu |
| ------------- | ------------- | ------------- | ------------- | ------------- |
|               |               |               |               |               |

| 10. října 2008 | Španělsko | 4 : 5 | Mexiko | Genclik Spor il Mudurlugu Ice Arena, Ankara |
| 15:30          | Španělsko |       | Mexiko |                                             |

| Souhrn zápasu | Souhrn zápasu | Souhrn zápasu | Souhrn zápasu | Souhrn zápasu |
| ------------- | ------------- | ------------- | ------------- | ------------- |
|               |               |               |               |               |

| 10. října 2008 | Bulharsko | 8 : 0 | Turecko | Genclik Spor il Mudurlugu Ice Arena, Ankara |
| 19:00          | Bulharsko |       | Turecko |                                             |

| Souhrn zápasu | Souhrn zápasu | Souhrn zápasu | Souhrn zápasu | Souhrn zápasu |
| ------------- | ------------- | ------------- | ------------- | ------------- |
|               |               |               |               |               |

| 11. října 2008 | Bulharsko | 2 : 6 | Španělsko | Genclik Spor il Mudurlugu Ice Arena, Ankara |
| 14:30          | Bulharsko |       | Španělsko |                                             |

| Souhrn zápasu | Souhrn zápasu | Souhrn zápasu | Souhrn zápasu | Souhrn zápasu |
| ------------- | ------------- | ------------- | ------------- | ------------- |
|               |               |               |               |               |

| 11. října 2008 | Turecko | 2 : 9 | Mexiko | Genclik Spor il Mudurlugu Ice Arena, Ankara |
| 18:00          | Turecko |       | Mexiko |                                             |

| Souhrn zápasu | Souhrn zápasu | Souhrn zápasu | Souhrn zápasu | Souhrn zápasu |
| ------------- | ------------- | ------------- | ------------- | ------------- |
|               |               |               |               |               |

## Předkvalifikace

### Skupina B
Tato skupina se konala od 6. do 9. listopadu 2008 v estonské Narvě.
| Tým        | Z | V | VP | PP | P | GV | GI | +/− | B |
| ---------- | - | - | -- | -- | - | -- | -- | --- | - |
| Kazachstán | 3 | 3 | 0  | 0  | 0 | 31 | 2  | +29 | 9 |
| Estonsko   | 3 | 2 | 0  | 0  | 1 | 14 | 12 | +2  | 6 |
| Nizozemsko | 3 | 1 | 0  | 0  | 2 | 10 | 14 | −4  | 3 |
| Španělsko  | 3 | 0 | 0  | 0  | 3 | 2  | 29 | −27 | 0 |

 Kazachstán postoupil do Skupiny G

#### Zápasy
Všechny časy jsou místní.
| 6. listopad 2008 | Nizozemsko | 4 : 6 | Estonsko | Kreenholm Ice Hall, Narva |
| 16:00            | Nizozemsko |       | Estonsko |                           |

| Souhrn zápasu | Souhrn zápasu | Souhrn zápasu | Souhrn zápasu | Souhrn zápasu |
| ------------- | ------------- | ------------- | ------------- | ------------- |
|               |               |               |               |               |

| 6. listopad 2008 | Kazachstán | 17 : 0 | Španělsko | Kreenholm Ice Hall, Narva |
| 20:00            | Kazachstán |        | Španělsko |                           |

| Souhrn zápasu | Souhrn zápasu | Souhrn zápasu | Souhrn zápasu | Souhrn zápasu |
| ------------- | ------------- | ------------- | ------------- | ------------- |
|               |               |               |               |               |

| 7. listopad 2008 | Nizozemsko | 4 : 1 | Španělsko | Kreenholm Ice Hall, Narva |
| 16:00            | Nizozemsko |       | Španělsko |                           |

| Souhrn zápasu | Souhrn zápasu | Souhrn zápasu | Souhrn zápasu | Souhrn zápasu |
| ------------- | ------------- | ------------- | ------------- | ------------- |
|               |               |               |               |               |

| 7. listopad 2008 | Estonsko | 0 : 7 | Kazachstán | Kreenholm Ice Hall, Narva |
| 20:00            | Estonsko |       | Kazachstán |                           |

| Souhrn zápasu | Souhrn zápasu | Souhrn zápasu | Souhrn zápasu | Souhrn zápasu |
| ------------- | ------------- | ------------- | ------------- | ------------- |
|               |               |               |               |               |

| 9. listopad 2008 | Španělsko | 1 : 8 | Estonsko | Kreenholm Ice Hall, Narva |
| 16:00            | Španělsko |       | Estonsko |                           |

| Souhrn zápasu | Souhrn zápasu | Souhrn zápasu | Souhrn zápasu | Souhrn zápasu |
| ------------- | ------------- | ------------- | ------------- | ------------- |
|               |               |               |               |               |

| 9. listopad 2008 | Kazachstán | 7 : 2 | Nizozemsko | Kreenholm Ice Hall, Narva |
| 20:00            | Kazachstán |       | Nizozemsko |                           |

| Souhrn zápasu | Souhrn zápasu | Souhrn zápasu | Souhrn zápasu | Souhrn zápasu |
| ------------- | ------------- | ------------- | ------------- | ------------- |
|               |               |               |               |               |

### Skupina C
Tato skupina se konala od 6. do 9. listopadu 2008 v maďarské Budapešti.
| Tým        | Z | V | VP | PP | P | GV | GI | +/− | B |
| ---------- | - | - | -- | -- | - | -- | -- | --- | - |
| Maďarsko   | 3 | 3 | 0  | 0  | 0 | 20 | 4  | +16 | 9 |
| Litva      | 3 | 2 | 0  | 0  | 1 | 13 | 9  | +4  | 6 |
| Chorvatsko | 3 | 1 | 0  | 0  | 2 | 8  | 11 | −3  | 3 |
| Srbsko     | 3 | 0 | 0  | 0  | 3 | 4  | 21 | −13 | 0 |

 Maďarsko postoupilo do Skupiny F

#### Zápasy
Všechny časy jsou místní.
| 6. listopad 2008 | Litva | 4 : 2 | Chorvatsko | Budapest Arena, Budapešť |
| 16:00            | Litva |       | Chorvatsko |                          |

| Souhrn zápasu | Souhrn zápasu | Souhrn zápasu | Souhrn zápasu | Souhrn zápasu |
| ------------- | ------------- | ------------- | ------------- | ------------- |
|               |               |               |               |               |

| 6. listopad 2008 | Maďarsko | 9 : 1 | Srbsko | Budapest Arena, Budapešť |
| 20:00            | Maďarsko |       | Srbsko |                          |

| Souhrn zápasu | Souhrn zápasu | Souhrn zápasu | Souhrn zápasu | Souhrn zápasu |
| ------------- | ------------- | ------------- | ------------- | ------------- |
|               |               |               |               |               |

| 7. listopad 2008 | Litva | 7 : 2 | Srbsko | Budapest Arena, Budapešť |
| 16:00            | Litva |       | Srbsko |                          |

| Souhrn zápasu | Souhrn zápasu | Souhrn zápasu | Souhrn zápasu | Souhrn zápasu |
| ------------- | ------------- | ------------- | ------------- | ------------- |
|               |               |               |               |               |

| 7. listopad 2008 | Chorvatsko | 1 : 6 | Maďarsko | Budapest Arena, Budapešť |
| 20:00            | Chorvatsko |       | Maďarsko |                          |

| Souhrn zápasu | Souhrn zápasu | Souhrn zápasu | Souhrn zápasu | Souhrn zápasu |
| ------------- | ------------- | ------------- | ------------- | ------------- |
|               |               |               |               |               |

| 9. listopad 2008 | Srbsko | 1 : 5 | Chorvatsko | Budapest Arena, Budapešť |
| 16:00            | Srbsko |       | Chorvatsko |                          |

| Souhrn zápasu | Souhrn zápasu | Souhrn zápasu | Souhrn zápasu | Souhrn zápasu |
| ------------- | ------------- | ------------- | ------------- | ------------- |
|               |               |               |               |               |

| 9. listopad 2008 | Maďarsko | 5 : 2 | Litva | Budapest Arena, Budapešť |
| 20:00            | Maďarsko |       | Litva |                          |

| Souhrn zápasu | Souhrn zápasu | Souhrn zápasu | Souhrn zápasu | Souhrn zápasu |
| ------------- | ------------- | ------------- | ------------- | ------------- |
|               |               |               |               |               |

### Skupina D
Tato skupina se konala od 6. do 9. listopadu 2008 v polském Sanoku.
| Tým            | Z | V | VP | PP | P | GV | GI | +/− | B |
| -------------- | - | - | -- | -- | - | -- | -- | --- | - |
| Japonsko       | 3 | 3 | 0  | 0  | 0 | 12 | 2  | +10 | 9 |
| Polsko         | 3 | 1 | 1  | 0  | 1 | 13 | 6  | +7  | 5 |
| Velká Británie | 3 | 1 | 0  | 1  | 1 | 14 | 6  | +8  | 4 |
| Rumunsko       | 3 | 0 | 0  | 0  | 3 | 3  | 27 | −25 | 0 |

 Japonsko postoupilo do Skupiny E

#### Zápasy
Všechny časy jsou místní.
| 6. listopad 2008 | Japonsko | 7 : 0 | Rumunsko | Sanok Arena, Sanok |
| 16:00            | Japonsko |       | Rumunsko |                    |

| Souhrn zápasu | Souhrn zápasu | Souhrn zápasu | Souhrn zápasu | Souhrn zápasu |
| ------------- | ------------- | ------------- | ------------- | ------------- |
|               |               |               |               |               |

| 6. listopad 2008 | Polsko | 3 : 2 (po prodloužení) | Velká Británie | Sanok Arena, Sanok |
| 20:00            | Polsko |                        | Velká Británie |                    |

| Souhrn zápasu | Souhrn zápasu | Souhrn zápasu | Souhrn zápasu | Souhrn zápasu |
| ------------- | ------------- | ------------- | ------------- | ------------- |
|               |               |               |               |               |

| 7. listopad 2008 | Japonsko | 2 : 1 | Velká Británie | Sanok Arena, Sanok |
| 16:00            | Japonsko |       | Velká Británie |                    |

| Souhrn zápasu | Souhrn zápasu | Souhrn zápasu | Souhrn zápasu | Souhrn zápasu |
| ------------- | ------------- | ------------- | ------------- | ------------- |
|               |               |               |               |               |

| 7. listopad 2008 | Rumunsko | 1 : 9 | Polsko | Sanok Arena, Sanok |
| 20:00            | Rumunsko |       | Polsko |                    |

| Souhrn zápasu | Souhrn zápasu | Souhrn zápasu | Souhrn zápasu | Souhrn zápasu |
| ------------- | ------------- | ------------- | ------------- | ------------- |
|               |               |               |               |               |

| 9. listopad 2008 | Velká Británie | 11 : 1 | Rumunsko | Sanok Arena, Sanok |
| 16:00            | Velká Británie |        | Rumunsko |                    |

| Souhrn zápasu | Souhrn zápasu | Souhrn zápasu | Souhrn zápasu | Souhrn zápasu |
| ------------- | ------------- | ------------- | ------------- | ------------- |
|               |               |               |               |               |

| 9. listopad 2008 | Polsko | 1 : 3 | Japonsko | Sanok Arena, Sanok |
| 20:00            | Polsko |       | Japonsko |                    |

| Souhrn zápasu | Souhrn zápasu | Souhrn zápasu | Souhrn zápasu | Souhrn zápasu |
| ------------- | ------------- | ------------- | ------------- | ------------- |
|               |               |               |               |               |

## Hlavní kvalifikace

### Skupina E
Tato skupina se konala od 5. do 8. února 2009 v německém Hannoveru.
| Tým       | Z | V | VP | PP | P | GV | GI | +/− | B |
| --------- | - | - | -- | -- | - | -- | -- | --- | - |
| Německo   | 3 | 3 | 0  | 0  | 0 | 11 | 3  | 8   | 9 |
| Rakousko  | 3 | 1 | 1  | 0  | 1 | 10 | 7  | 3   | 5 |
| Japonsko  | 3 | 0 | 1  | 0  | 2 | 8  | 16 | −8  | 2 |
| Slovinsko | 3 | 0 | 0  | 2  | 1 | 8  | 11 | −3  | 2 |

 Německo postoupilo na olympijský turnaj.

#### Zápasy
Všechny časy jsou místní.
| 5. únor 2009 | Slovinsko | 3 : 4 v pr.           | Rakousko | TUI Arena, Hannover |
| 16:00        | Slovinsko | (0:0, 3:2, 0:1 - 0:1) | Rakousko |                     |

| Souhrn zápasu | Souhrn zápasu | Souhrn zápasu | Souhrn zápasu | Souhrn zápasu |
| ------------- | ------------- | ------------- | ------------- | ------------- |
|               |               |               |               |               |

| 5. únor 2009 | Německo | 7 : 1           | Japonsko | TUI Arena, Hannover |
| 19:30        | Německo | (3:1, 3:0, 1:0) | Japonsko |                     |

| Souhrn zápasu | Souhrn zápasu | Souhrn zápasu | Souhrn zápasu | Souhrn zápasu |
| ------------- | ------------- | ------------- | ------------- | ------------- |
|               |               |               |               |               |

| 7. únor 2009 | Slovinsko | 4 : 5 po nájezdech    | Japonsko | TUI Arena, Hannover |
| 12:00        | Slovinsko | (2:1, 2:1, 0:2 - 0:0) | Japonsko |                     |

| Souhrn zápasu | Souhrn zápasu | Souhrn zápasu | Souhrn zápasu | Souhrn zápasu |
| ------------- | ------------- | ------------- | ------------- | ------------- |
|               |               |               |               |               |

| 7. únor 2009 | Rakousko | 1 : 2           | Německo | TUI Arena, Hannover |
| 15:30        | Rakousko | (0:0, 1:2, 0:0) | Německo |                     |

| Souhrn zápasu | Souhrn zápasu | Souhrn zápasu | Souhrn zápasu | Souhrn zápasu |
| ------------- | ------------- | ------------- | ------------- | ------------- |
|               |               |               |               |               |

| 8. únor 2009 | Japonsko | 2 : 5           | Rakousko | TUI Arena, Hannover |
| 13:30        | Japonsko | (0-1, 1-3, 1-1) | Rakousko |                     |

| Souhrn zápasu | Souhrn zápasu | Souhrn zápasu | Souhrn zápasu | Souhrn zápasu |
| ------------- | ------------- | ------------- | ------------- | ------------- |
|               |               |               |               |               |

| 8. únor 2009 | Německo | 2 : 1           | Slovinsko | TUI Arena, Hannover |
| 17:00        | Německo | (1-0, 1-0, 0-1) | Slovinsko |                     |

| Souhrn zápasu | Souhrn zápasu | Souhrn zápasu | Souhrn zápasu | Souhrn zápasu |
| ------------- | ------------- | ------------- | ------------- | ------------- |
|               |               |               |               |               |

### Skupina F
Tato skupina se konala od 5. do 8. února 2009 v lotyšské Rize.
| Tým      | Z | V | VP | PP | P | GV | GI | +/− | B |
| -------- | - | - | -- | -- | - | -- | -- | --- | - |
| Lotyšsko | 3 | 3 | 0  | 0  | 0 | 15 | 6  | +9  | 9 |
| Ukrajina | 3 | 1 | 1  | 0  | 1 | 9  | 9  | ±0  | 5 |
| Itálie   | 3 | 1 | 0  | 0  | 2 | 7  | 8  | −1  | 3 |
| Maďarsko | 3 | 0 | 0  | 1  | 2 | 7  | 15 | −8  | 1 |

 Lotyšsko postoupilo na olympijský turnaj.

#### Zápasy
Všechny časy jsou místní.
| 5. únor 2009 | Itálie | 2 : 3           | Ukrajina | Riga Arena, Riga |
| 15:00        | Itálie | (0-1, 0-0, 2-2) | Ukrajina |                  |

| Souhrn zápasu | Souhrn zápasu | Souhrn zápasu | Souhrn zápasu | Souhrn zápasu |
| ------------- | ------------- | ------------- | ------------- | ------------- |
|               |               |               |               |               |

| 5. únor 2009 | Lotyšsko | 7 : 3           | Maďarsko | Riga Arena, Riga |
| 19:00        | Lotyšsko | (1-1, 3-2, 3-0) | Maďarsko |                  |

| Souhrn zápasu | Souhrn zápasu | Souhrn zápasu | Souhrn zápasu | Souhrn zápasu |
| ------------- | ------------- | ------------- | ------------- | ------------- |
|               |               |               |               |               |

| 6. únor 2009 | Itálie | 4 : 1           | Maďarsko | Riga Arena, Riga |
| 15:00        | Itálie | (2-0, 1-0, 1-1) | Maďarsko |                  |

| Souhrn zápasu | Souhrn zápasu | Souhrn zápasu | Souhrn zápasu | Souhrn zápasu |
| ------------- | ------------- | ------------- | ------------- | ------------- |
|               |               |               |               |               |

| 6. únor 2009 | Ukrajina | 2 : 4           | Lotyšsko | Riga Arena, Riga |
| 19:00        | Ukrajina | (1-0, 0-2, 1-2) | Lotyšsko |                  |

| Souhrn zápasu | Souhrn zápasu | Souhrn zápasu | Souhrn zápasu | Souhrn zápasu |
| ------------- | ------------- | ------------- | ------------- | ------------- |
|               |               |               |               |               |

| 8. únor 2009 | Maďarsko | 3 : 4 po nájezdech    | Ukrajina | Riga Arena, Riga |
| 13:00        | Maďarsko | (0-0, 2-0, 1-3 - 0-0) | Ukrajina |                  |

| Souhrn zápasu | Souhrn zápasu | Souhrn zápasu | Souhrn zápasu | Souhrn zápasu |
| ------------- | ------------- | ------------- | ------------- | ------------- |
|               |               |               |               |               |

| 8. únor 2009 | Lotyšsko | 4 : 1           | Itálie | Riga Arena, Riga |
| 17:00        | Lotyšsko | (2-0, 1-0, 1-1) | Itálie |                  |

| Souhrn zápasu | Souhrn zápasu | Souhrn zápasu | Souhrn zápasu | Souhrn zápasu |
| ------------- | ------------- | ------------- | ------------- | ------------- |
|               |               |               |               |               |

### Skupina G
Tato skupina se konala od 5. do 8. února 2009 v norském Oslu.
| Tým        | Z | V | VP | PP | P | GV | GI | +/− | B |
| ---------- | - | - | -- | -- | - | -- | -- | --- | - |
| Norsko     | 3 | 3 | 0  | 0  | 0 | 10 | 6  | +4  | 9 |
| Dánsko     | 3 | 1 | 0  | 1  | 1 | 7  | 9  | −2  | 4 |
| Kazachstán | 3 | 1 | 0  | 0  | 2 | 11 | 7  | +4  | 3 |
| Francie    | 3 | 0 | 1  | 0  | 2 | 6  | 12 | −6  | 2 |

 Norsko postoupilo na olympijský turnaj.

#### Zápasy
Všechny časy jsou místní.
| 5. únor 2009 | Dánsko | 1 : 2 v pr.           | Francie | Oslo Ice Rink, Oslo |
| 15:00        | Dánsko | (1:0, 0:0, 0:1 - 0:1) | Francie |                     |

| Souhrn zápasu | Souhrn zápasu | Souhrn zápasu | Souhrn zápasu | Souhrn zápasu |
| ------------- | ------------- | ------------- | ------------- | ------------- |
|               |               |               |               |               |

| 5. únor 2009 | Norsko | 2 : 1           | Kazachstán | Oslo Ice Rink, Oslo |
| 19:00        | Norsko | (0:0, 2:1, 0:0) | Kazachstán |                     |

| Souhrn zápasu | Souhrn zápasu | Souhrn zápasu | Souhrn zápasu | Souhrn zápasu |
| ------------- | ------------- | ------------- | ------------- | ------------- |
|               |               |               |               |               |

| 7. únor 2009 | Dánsko | 3 : 2           | Kazachstán | Oslo Ice Rink, Oslo |
| 13:00        | Dánsko | (1:1, 1:0, 1:1) | Kazachstán |                     |

| Souhrn zápasu | Souhrn zápasu | Souhrn zápasu | Souhrn zápasu | Souhrn zápasu |
| ------------- | ------------- | ------------- | ------------- | ------------- |
|               |               |               |               |               |

| 7. únor 2009 | Francie | 2 : 3           | Norsko | Oslo Ice Rink, Oslo |
| 17:00        | Francie | (0:1, 1:2, 1:0) | Norsko |                     |

| Souhrn zápasu | Souhrn zápasu | Souhrn zápasu | Souhrn zápasu | Souhrn zápasu |
| ------------- | ------------- | ------------- | ------------- | ------------- |
|               |               |               |               |               |

| 8. únor 2009 | Kazachstán | 8 : 2           | Francie | Oslo Ice Rink, Oslo |
| 13:00        | Kazachstán | (2-0, 3-1, 3-1) | Francie |                     |

| Souhrn zápasu | Souhrn zápasu | Souhrn zápasu | Souhrn zápasu | Souhrn zápasu |
| ------------- | ------------- | ------------- | ------------- | ------------- |
|               |               |               |               |               |

| 8. únor 2009 | Norsko | 5 : 3           | Dánsko | Oslo Ice Rink, Oslo |
| 17:00        | Norsko | (1-2, 2-0, 2-1) | Dánsko |                     |

| Souhrn zápasu | Souhrn zápasu | Souhrn zápasu | Souhrn zápasu | Souhrn zápasu |
| ------------- | ------------- | ------------- | ------------- | ------------- |
|               |               |               |               |               |